# Rhyacophila vocala
Rhyacophila vocala är en nattsländeart som beskrevs av Milne 1936. Rhyacophila vocala ingår i släktet Rhyacophila och familjen rovnattsländor. Inga underarter finns listade i Catalogue of Life.